# Maria Van Bommel
Pour les articles homonymes, voir Van Bommel.
Maria Van Bommel est une femme politique provinciale canadienne de l'Ontario. Elle est députée provinciale libéral de la circonscription ontarienne de Lambton—Kent—Middlesex de 2003 à 2011.

## Politique
Élue en 2003 et réélue en 2007, elle est défaite en 2011.